# Tecnica di Seldinger
La tecnica di Seldinger è una procedura medica per ottenere un accesso sicuro a vasi sanguigni ed altri organi cavi. La tecnica prende il nome dal Dr. Sven Ivar Seldinger (1921-1998), un radiologo svedese di Mora, che per primo introdusse la procedura nel 1953.

## Descrizione
Il vaso che si desidera incannulare, o la cavità, viene perforato con un ago appuntito cavo chiamato «trocar»; è possibile l'assistenza di un medico ecografista che, se necessario, indica il migliore orientamento per raggiungere il bersaglio. Un «filo guida» con punta arrotondata viene fatto avanzare attraverso il lume del trocar fino a raggiungere la destinazione; solo a questo punto il trocar viene ritirato. Dopo aver dilatato il foro cutaneo con un dilatatore apposito che segue il filo guida, il filo stesso viene rimosso lasciando in sede il dilatatore. Attraverso quest'ultimo viene fatto passare il catetere venoso (che ha uno o più lumi interni), il quale arriva nella cavità o nel vaso. In alternativa al catetere venoso si possono passare dei tubi di drenaggio lungo il filo guida (come nel caso di drenaggio toracico o di nefrostomia). Dopo che il catetere venoso è penetrato nel vaso interessato, il mandrino (o filo guida) viene ritirato, e a questo punto si ancora esternamente il catetere alla cute con dei punti di sutura e si applica una medicazione, generalmente tipo trasparente per consentire una rapida osservazione del punto d'inserzione e la ricerca di eventuali segni di deterioramento/infiammazione/infezione.

Step 1: esecuzione della puntura cutanea con un trocar od un ago
Step 2: posizionamento del «filo guida»
Step 3: il trocar viene ritirato
Step 4: penetrazione del dilatatore
Step 5: posizionamento del catetere e rimozione del filo guida
Step 6: il catetere è a dimora

Una guaina può essere utilizzata per introdurre cateteri o altri dispositivi per eseguire procedure endoluminali (all'interno dell'organo cavo), come ad esempio l'angioplastica.

La fluoroscopia può essere utilizzata per confermare la corretta posizione del catetere e manovrarlo nella posizione desiderata. L'iniezione di mezzo di contrasto può facilitare la visualizzazione degli organi.

Si possono inoltre eseguire alcune procedure interventistiche, come la termoablazione, l'angioplastica, l'embolizzazione o la biopsia.

Una volta completata la procedura desiderata, la guaina viene ritirata. In determinate situazioni, si può ricorrere ad un dispositivo di tenuta per chiudere il foro della procedura.

## Campi di applicazione
La tecnica di Seldinger viene utilizzata per l'angiografia, per l'inserimento di drenaggi toracici e cateteri venosi centrali, per l'inserimento di tubi da gastrostomia endoscopica percutanea ricorrendo alla cosiddetta tecnica di spinta, per l'inserimento della guida di un pacemaker artificiale o di un defibrillatore cardiaco impiantabile, e numerose altre procedure mediche interventistiche.

## Storia
Prima della descrizione della tecnica di Seldinger, trocar taglienti venivano utilizzati per creare un tramite attraverso il quale potevano essere fatti avanzare i vari dispositivi. Ciò determinò un elevato tasso di complicanze Tuttavia con l'introduzione della tecnica di Seldinger, l'angiografia è diventata una procedura relativamente priva di rischio, ed il campo della radiologia interventistica è letteralmente sbocciato.
È proprio basandosi sul lavoro di Seldinger che Charles Dotter e Andreas Gruentzig svilupparono l'angioplastica.

## Complicazioni
La puntura iniziale avviene con uno strumento affilato. Questo modo di procedere può portare ad emorragie o perforazione dell'organo interessato. L'infezione è sempre una complicanza possibile e temibile. Ne consegue che una rigorosa asepsi deve sempre essere praticata durante la procedura di Seldinger.
La perdita della guida nella cavità del vaso o nel sangue è una complicanza significativa e generalmente prevenibile  Tuttavia in letteratura sono descritti casi in cui un dilatatore è stato posto su un filo guida ed il filo è stato inavvertitamente spinto all'interno del corpo.